# Venice (Nebraska)
Venice – jednostka osadnicza w Stanach Zjednoczonych, w stanie Nebraska, w hrabstwie Douglas.